# Astragalus gombo
Astragalus gombo es una especie de planta herbácea perteneciente a la familia de las leguminosas. Es originaria del Norte de África.

## Distribución y hábitat
Se encuentra entre las arena y oueds, de Marruecos, Túnez, Libia y Argelia.

## Taxonomía
Astragalus gombo fue descrita por Coss. & Durieu ex Bunge y publicado en Mém. Acad. Imp. Sci. Saint Pétersbourg, Sér. 7 11(16): 42. 1868.
Etimología
Astragalus: nombre genérico derivado del griego clásico άστράγαλος y luego del Latín astrăgălus aplicado ya en la antigüedad, entre otras cosas, a algunas plantas de la familia Fabaceae, debido a la forma cúbica de sus semillas parecidas a un hueso del pie.
gombo: epíteto
Subespecies
- Astragalus gombo subsp. gomboeformis (Pomel) Ott

Sinonimia
- Astragalus fruticosus subsp. gombo (Bunge) Jafri
- Astragalus gombo subsp. gombo[4]

subsp. gomboeformis (Pomel) Ott
- Astragalus gombiformis Pomel
- Astragalus gomboeformis Pomel